# همایون مطیعی
همایون مطیعی (۱۳۲۶–۱۳۹۹) زمین‌شناس ایرانی و از پیشکسوتان علوم زمین ایران بود.
او در سال ۱۳۲۶ در اصفهان متولد شد و پس از گذراندن تحصیلات مقدماتی در همین شهر، در سال ۱۳۴۹ کارشناسی زمین‌شناسی را از دانشگاه اصفهان دریافت کرد. مطیعی در سال ۱۳۵۱ در شرکت ملی نفت ایران استخدام شد و در سال ۱۳۸۶ بازنشست شد.
او برای تألیف کتاب زمین‌شناسی درون‌چاهی برگزیدهٔ سی و دومین دوره کتاب سال جمهوری اسلامی ایران و برای تألیف کتاب زمین‌شناسی نفت سنگ‌های کربناتی منتخب کتاب فصل شد.

## آثار
- چینه‌شناسی زاگرس
- زمین‌شناسی نفت زاگرس (دوجلد)
- زمین‌شناسی درون چاهی (دو جلد)
- ارزیابی ضخامت‌های واقعی لایه‌ها در اکتشاف و استخراج نفت
- زمین‌شناسی نفت سنگ‌های کربناته (دو جلد)
- مقدمه‌ای بر ارزیابی مخازن نفتی زاگرس